# Raion de Telenești
Le raion de Telenești est un raion de la république de Moldavie, dont le chef-lieu est Telenești. En 2014, sa population était de 61 144 habitants.

## Démographie
| Groupe ethnique      | %    |
| -------------------- | ---- |
| Moldaves et Roumains | 98,4 |
| Ukrainiens           | 0,9  |
| Russes               | 0,5  |
| Autres               | 0,1  |

## Religions
- 99,0 % de la population du raïon est chrétienne, dont une grande partie sont orthodoxes.
- 1,0 % de la population est athée ou sans religion.